# 辻幸恵
辻 幸恵（つじ ゆきえ、1962年 - ）は、商学者、神戸学院大学教授。
神戸市生まれ。1984年武庫川女子大学文学部教育学科卒、1986-1992年森本税務会計事務所勤務。1992年神戸大学大学院経営学研究科商学専攻博士前期課程修了。1996年武庫川女子大学大学院家政学研究科被服学専攻博士後期課程修了、「被服の使用目的と購入場所に関する消費者の意識と実態」で博士（家政学）（井出幸恵）。1998年京都学園大学経営学部専任講師、2001年助教授。2003年追手門学院大学経営学部助教授、2006年教授。2011年神戸国際大学経済学部教授。2015年神戸学院大学経営学部教授。ファッション・マーケティングなどが専門。

## 著書
- 『流行と日本人 若者の購買行動とファッション・マーケティング』白桃書房 2001
- 『京に学ぶ 追大ブランディングチームの挑戦』アスカ文化出版 2007
- 『京都とブランド 京ブランド解明・学生の視点』白桃書房 2008
- 『京都こだわり商空間 大学生が感じた京ブランド』嵯峨野書院 2009
- 『こだわりと日本人 若者の新生活感:選択基準と購買行動』白桃書房 2013

### 共編著
- 『流行と社会 過去から未来へ』赤阪俊一,乳原孝共著 白桃書房 京都学園大学総合研究所叢書 2004
- 『流行とブランド 男子大学生の流行分析とブランド視点』田中健一共著 白桃書房 2004
- 『ブランドとリサイクル』梅村修共著 リサイクル文化社大阪編集室 2005
- 『アート・マーケティング』梅村修共著 白桃書房 2006
- 『消費社会とマーケティング ブランド・広告・ファッション・産業クラスター』東伸一,梅村修,玄野博行共著 嵯峨野書院 2007
- 『デジタル時代の知的資産マネジメント』山崎茂雄,立岡浩,生越由美, 林紘一郎, 鈴木雄一共著 白桃書房 2008
- 『キャラクター総論 文化・商業・知財』梅村修,水野浩児共著 白桃書房 2009
- 『地域ブランドと広告 伝える流儀を学ぶ』杤尾安伸,梅村修共著 嵯峨野書院 2010
- 『衣生活論 持続可能な消費に向けて 新版』山口庸子,生野晴美編著 佐藤悦子,多屋淑子,長崎巌,池田節子共著 アイ・ケイコーポレーション 2012

## 論文
- Cinii